# Polina (wieś)
Polina (węg. Alsófalu) – wieś (obec) na Słowacji położona w kraju bańskobystrzyckim, w powiecie Revúca. Pierwsze wzmianki o miejscowości pochodzą z roku 1325.
Według danych z dnia 31 grudnia 2012, wieś zamieszkiwało 121 osób, w tym 59 kobiet i 62 mężczyzn.
W 2001 roku rozkład populacji względem narodowości i przynależności etnicznej wyglądał następująco:
- Słowacy – 25,83%
- Czesi – 1,67%
- Romowie – 0,83%
- Węgrzy – 71,67%

Ze względu na wyznawaną religię struktura mieszkańców kształtowała się w 2001 roku następująco:
- Katolicy rzymscy – 29,17%
- Ewangelicy – 6,67%
- Ateiści – 5%